# 舊金山大學會
舊金山大學會（University Club of San Francisco） 是一位於加州舊金山諾布山上的紳士俱樂部：舊金山大學會是指位於舊金山的大學會所（University Club），與舊金山大學（University of San Francisco, USF）無關。 

## 歷史

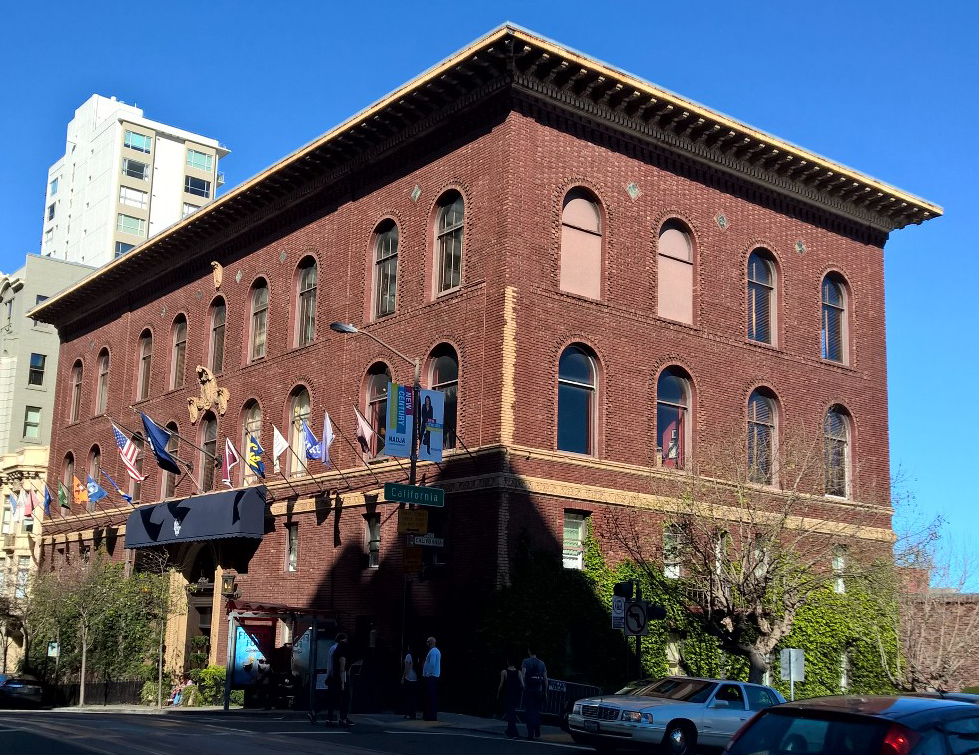
舊金山大學會，圖左為Powell Street正門，右為California Street。

舊金山大學會由1873年畢業的哈佛大學校友、舊金山哈佛會主席William Thomas在1890年創辦，以讓美國西岸大學如柏克萊加州大學、史丹福大學、以及東岸名校如常春藤盟校畢業生享用。  
其創始會所位於Sutter Street 722號、鄰近Taylor Street處，與另一紳士俱樂部Bohemian Club比鄰。與當時大多數紳士俱樂部一樣，舊金山大學會創立時只招收男性會員，而且要求申請人至少接受兩年大學教育：在大學教育不普及時代，一般只有中產階級裡的上層才能符合要求。大學會為會員及其賓客提供三個主要用途：優雅的私人餐間、當時流行於年輕文化人的晚飯後的客席演講討論，以及舒適的客房。
不久，大學會主席William Bower Bourn II聘請建築師Willis Polk，於1903年設計計劃裡位於Sutter Street的新會所，然而在完成設計甚至購地前，受1906年舊金山大地震波及下該選址不堪使用，令大學會須租賃臨時用地達兩年之久。
直至1908年，大學會才購入跑華街（Poweel Street） 800號與加利福尼亞街（California Street）交界、史丹福大學創辦人利蘭·史丹福故居作現址（史丹福先生的故居亦毀於大地震），現今的四層高會所由設計Westin St. Francis Hotel、Southern Pacific Building等建築的Bliss & Faville事務所負責，一樓部份及二樓全層為客房，三樓則為餐廳及酒吧，四樓則有酒吧、圖書館及其他房間，在1970年代更購入會所東面史丹福先生的馬廄作為運動室。
1988年，因加州各私人會所面對平權法律訴訟，故大學會開放會籍予女性申請。

## 現況
舊金山大學會會籍只供獲邀人士申請，亦受限於會章只能招收400位會員。大學會與全球超過300間私人會所達成互惠協議，如香港的香港會、美國會、太平洋會等，Complex雜誌稱其為舊金山十大拒人千里地點之一：「位於這世界文化與智慧中心的城市裡，只有最多四百人能獲邀加入，若你並沒有在美國頂尖大學畢業、或不認識會員朋友，便門都沒有」。

## 著名會員
- 赫伯特·胡佛，美國第31任總統
- 約翰·繆爾，早期環保運動領袖，環保組織塞拉俱樂部（Sierra Club）創辦人之一

## 外部連結
- 舊金山大學會網頁 （页面存档备份，存于）